# سیروس آرین‌پور
سیروس آرین‌پور، از نویسندگان و روشنفکران برجسته ایرانی مقیم فرانسه بود.

## زندگی‌نامه
سیروس آرین‌پور در جوانی برای تحصیل به اتریش رفت و پس از پایان تحصیلات دانشگاهی در رشته اقتصاد و جامعه‌شناسی به ایران بازگشت و به همکاری با سازمان برنامه و بودجه پرداخت. آرین‌پور از سالهای جوانی دارای گرایش ملی بود. او در زمان تحصیل در خارج با کنفدراسیون دانشجویان ایرانی همکاری داشت. سیروس آرین‌پور در زمان ریاست جمهوری ابوالحسن بنی‌صدر در ارائه طرح‌های توسعه و تدوین برنامه‌های عمرانی به دولت برآمده از انقلاب کوشا بود. آرین پور با افزایش فشارهای سیاسی در در اوایل دهه ۱۹۸۰ ناگزیر به مهاجرت شد و در مهاجرت به کار مطالعاتی و تلاش فرهنگی ادامه داد. میرحسین موسوی، یکی از رهبران مخالف دولت ایران، در اوایل فروردین سال ۱۳۹۱ در دیدار نوروزی با فرزندان خود، مطالعه کتاب وجدان بیدار نوشته اشتفان تسوایگ، نویسنده اتریشی را توصیه کرد. کتاب یادشده نخست توسط سیروس آرین‌پور به فارسی ترجمه و در سال ۱۳۷۶ در ایران منتشر شده بود. آرین‌پور به زبان‌های آلمانی و فرانسوی تسلط داشت. از او آثار بسیاری در حوزه اقتصاد و فلسفه به زبان فارسی به یادگار مانده‌است. او از چند ماه پیش از مرگش به خاطر ابتلا به سرطان تحت درمان بود و سرانجام روز ۱۰ دی ۱۳۹۱ (۳۰ دسامبر ۲۰۱۲) در سن ۷۴ سالگی در پاریس در اثر سکته مغزی درگذشت. بنی صدر با درج نوشته‌ای به مناسبت درگذشت آرین‌پور به دستگیری او پس از سی خرداد ۱۳۶۰ اشاره کرده‌است. به گفته بنی صدر «زمانی که از زندان رها شد، گرچه تن رنجور گشته بود، اما عزم استوار بود، تا پایان عمر.»

## ترانه‌سرایی
سیروس آرین‌پور شاعری باذوق و ترانه‌سرایی زبردست بود، اما کمتر به این عنوان شناخته می‌شد. او ترانه‌سرایی را بیشتر از روی تفنن انجام می‌داد، و با این که از سالهای جوانی ترانه‌های بسیاری سروده بود، هرگز به گردآوری تصنیف‌های فراوان خود همت نگماشت و نام او برای بسیاری از دوستداران موسیقی ایرانی ناشناخته مانده‌است، هرچند شاید ترانه‌های او را به خاطر سپرده باشند.

### نمونه آثار
بسیاری از تصنیف‌های آرین‌پور با صدای ویگن، اجرا شده‌است، مانند ترانه «شاه دوماد»، با مطلع:
خنچه بیارید
لاله بکارید
خنده بر آرید
میره به حجله شادوماد
بله برونه گل میتکونه
دسته به دسته دونه به دونه شادوماد
همچنین تصنیف مردمی «بارون بارونه» یکی از آثار معروف آرین‌پور است که نخستین بار ویگن با موسیقی عطاءالله خرم خوانده‌است:
| بارون بارونه زمینا تر میشه |  | گل نسا جونم کارا بهتر میشه |
| بارون بارونه زمینا تر میشه |  | گل نسا جونم کارا بهتر میشه |
| گل نسا جونم تو شالیزاره    |  | برنج میکاره می‌ترسم بچاد    |
| طاقت نداره طاقت نداره      |  | طاقت نداره طاقت نداره      |

از کارهای بعدی سیروس آرین‌پور ترانه «پرستو» است که منوچهر سخایی با آهنگ عطاءالله خرم اجرا کرده‌است:
| پرستویی شد و پرپرزنون رفت  |  | به صحراهای بی‌نام و نشون رفت |
| حریفان پیش من با طعنه می‌گن |  | ستاره شد به طاق آسمون رفت   |

## ترجمه
آرین‌پور مقاله "روشنگری چیست؟" از ایمانوئل کانت، و Castellio gegen Calvin از اشتفان تسوایگ را از فرانسه به فارسی ترجمه کرده است.